# کولمزنیل (تگزاس)
کولمزنیل، تگزاس(به انگلیسی: Colmesneil, Texas) شهری در ایالت تگزاس از ایالات جنوبی ایالات متحده آمریکا است. در سرشماری سال ۲۰۰۰، جمعیت این شهر ۶۳۸ نفر اعلام شد.